# Disenochus cephalotes
Disenochus cephalotes är en skalbaggsart som beskrevs av Sharp 1903. Disenochus cephalotes ingår i släktet Disenochus och familjen jordlöpare. Inga underarter finns listade i Catalogue of Life.